# Rubidium
Rubidium (chemická značka Rb, latinsky Rubidium) je prvkem z řady alkalických kovů, vyznačuje se velkou reaktivitou a mimořádně nízkým redoxním potenciálem.

## Základní fyzikálně-chemické vlastnosti

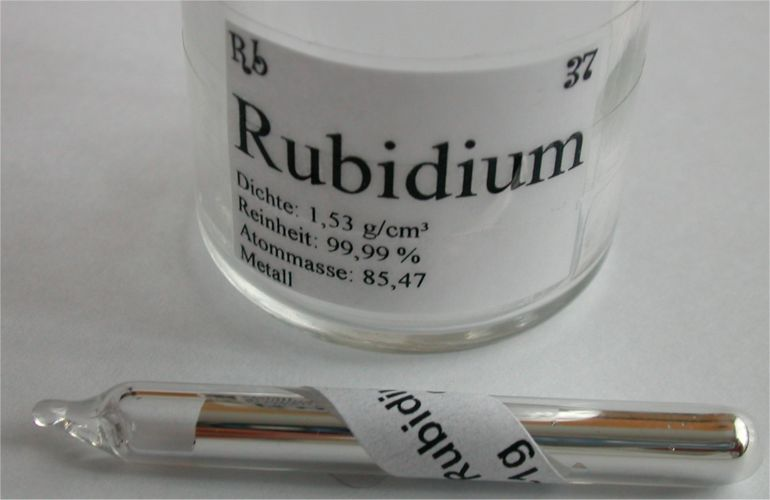
Kovové rubidium

Rubidium je měkký, lehký a stříbrolesklý kov, který lze krájet nožem, podobně jako vosk. Na rozdíl od předchozích alkalických kovů má větší hustotu než voda. Velmi dobře vede elektrický proud a teplo. Ve srovnání s ostatními kovy má nízkou teplotu tání a varu. V jeho parách se kromě jednoatomových částic vyskytují i dvouatomové molekuly. Páry mají zelenomodrou až zelenou barvu. Elementární kovové rubidium lze dlouhodobě uchovávat pod vrstvou alifatických uhlovodíků jako petrolej nebo nafta, s kterými nereaguje.
Rubidium mimořádně rychle až explozivně reaguje s kyslíkem na superoxid rubidný a s vodou na hydroxid rubidný. Reakce rubidia s vodou je natolik exotermní, že unikající vodík reakčním teplem samovolně explozivně vzplane. V přírodě se proto vyskytuje pouze ve sloučeninách a jenom v oxidačním stupni Rb+. Rubidium se také za mírného zahřátí slučuje s vodíkem na hydrid rubidný RbH, s dusíkem na nitrid rubidný Rb3N nebo azid rubidný RbN3. Nepřímo se také slučuje s uhlíkem. Soli rubidia barví plamen světle fialově.

## Historický vývoj
Rubidium bylo objeveno roku 1861 německým chemikem Robertem W. Bunsenem a německým fyzikem Gustavem R. Kirchhoffem za použití jimi objevené spektrální analýzy, kteří rubidium našli v dürkheimských minerálních vodách spolu s cesiem. Rubidium bylo pojmenováno podle svých dvou červených čar ve spektru jako tmavočervený – rubidus. Kovové rubidium bylo poprvé získáno jeho objevitelem Robertem W. Bunsenem elektrolýzou roztaveného chloridu rubidného.

## Výskyt v přírodě
Díky své velké reaktivitě se v přírodě setkáváme pouze se sloučeninami rubidia a to pouze v mocenství Rb+.
Obsah rubidia v zemské kůře je poměrně vysoký, předpokládá se, že zemská kůra obsahuje 100–300 mg/kg, což odpovídá 78 ppm (parts per milion = počet částic látky na 1 milion všech částic) a ve výskytu se řadí na stejnou úroveň jako nikl, měď nebo zinek. Průměrný obsah v mořské vodě je přibližně 0,12 mg/l. Ve vesmíru se předpokládá výskyt 1 atomu rubidia na přibližně 6 miliard atomů vodíku.
V minerálech provází rubidium obvykle ostatní alkalické kovy. Patrně nejvýznamnější výskyt je uváděn v minerálu lepidolitu, což je poměrně značně komplikovaný hlinito-křemičitan lithno-draselný KLi2[AlSi3O6](OH,F)2. V tomto minerálu se obsah rubidia pohybuje kolem hodnoty 1,5 %. V malých množstvích (asi okolo 0,015 %) se vyskytuje v karnalitu KCl·MgCl2·6H2O.

## Výroba
Elementární rubidium se průmyslově vyrábí elektrolýzou roztavené směsi 60 % chloridu vápenatého a 40 % chloridu rubidného při teplotě 750 °C. Vápník vzniklý elektrolýzou ve sběrné nádobě tuhne, protože jeho teplota tání je vyšší než rubidia a tím se od rubidia odděluje. Elektrolýza probíhá na železné katodě a grafitové anodě, na které vzniká plynný chlor. Tento způsob pro tento kov však není úplně nejlepší. V současné době se vyrábí okolo 5 tun rubidia ročně.
Železná katoda 2 Rb+ + 2 e− → 2 Rb
Grafitová anoda 2 Cl− → Cl2 + 2 e−
Lepší je příprava chemickou cestou, zahříváním hydroxidu rubidného nebo oxidu rubidného s kovovým hořčíkem v proudu vodíku nebo s kovovým vápníkem ve vakuu. Jedno z nejlepších redukovadel je zirkonium.
Malé množství rubidia lze připravit zahříváním chloridu rubidného s azidem barnatým za vysokého tlaku. Baryum vzniklé rozkladem azidu vytěsňuje z chloridu rubidného rubidium, které v podobě svých par kondenzuje na chladnějších stěnách nádoby.

## Využití
Vzhledem ke své mimořádné nestálosti a reaktivitě má kovové rubidium jen minimální praktické využití.
- Jeho nízký ionizační potenciál dává možnost jeho uplatnění ve fotočláncích sloužících pro přímou přeměnu světelné energie v elektrickou. Zároveň je proto perspektivním médiem pro iontové motory jako pohonné jednotky kosmických plavidel.
- Při výrobě katodových trubic, pracujících s nízkotlakou náplní inertního plynu, se užívá rubidia jako getru, tj. látky sloužící k zachycení a odstranění posledních zbytků přimíšených reaktivních plynů.
- Soli rubidia se přidávají do směsí zábavní pyrotechniky a barví vzniklé světelné efekty do fialova.
- Izotop 87Rb s přirozeným výskytem 27,8 % je mírně radioaktivní, rozpadá se s poločasem 4,92×1010 roku za vzniku izotopu 87Sr a uvolnění β-záření. Toho se v geologii využívá k datování stáří hornin.
- V experimentální fyzice jsou alkalické kovy zajímavé z důvodu snazšího řešení Schrödingerovy rovnice. V kombinaci s dalšími vlastnostmi jako je nízká teplotou tání a varu a relativně snadnou dostupností je rubidium zajímavé pro různé pokusy týkající se kvantové mechaniky.

## Sloučeniny

### Anorganické sloučeniny
- Hydrid rubidný RbH je bílá krystalická látka, které lze využít jako velmi silné redukční činidlo. Na vzduchu je nestálý, reaguje s kyslíkem i se vzdušnou vlhkostí. Připravuje se reakcí mírně zahřátého kovového rubidia ve vodíkové atmosféře.
- Superoxid rubidný neboli hyperoxid rubidný RbO2 je tmavěhnědý prášek, na vlhkém vzduchu nestabilní. Lze ho využít jako silného oxidačního činidla, které jemnou redukcí odštěpí jeden kyslík a přejde v peroxid rubidný a silnější redukcí odštěpí dva kyslíky a přejde v oxid rubidný. Reakcí rubidia s kyslíkem vzniká superoxid rubidný – vzniká hořením rubidia na vzduchu nebo i za pokojové teploty při jeho samovolné oxidaci vzdušným kyslíkem.
Rb + O2 → RbO2
- Hydroxid rubidný RbOH je bílá krystalická látka, která je na rozdíl od analogických sloučenin sodíku a draslíku málo hygroskopická a je jen velmi omezeně rozpustná ve vodě. Je to velmi silná zásada, která má velmi silné žíravé účinky. Připravuje se reakcí rubidia, oxidu rubidného, peroxidu rubidného nebo superoxidu rubidného s vodou nebo elektrolýzou roztoku chloridu rubidného.

#### Soli
Rubidné soli jsou ve vodě obecně velmi dobře rozpustné a jen několik je nerozpustných, všechny mají bílou barvu, pokud není anion soli barevný (manganistany, chromany). Rubidné soli vytváří snadno podvojné soli, ale velmi nesnadno komplexy. Ještě před 50 lety[kdy?] nebyly známy žádné komplexy alkalických kovů, o kterých se předpokládalo, že nejsou vůbec schopny tvořit komplexy (podobně jako se předpokládalo, že vzácné plyny nejsou schopny tvořit sloučeniny).
- Chlorid rubidný RbCl je bílá krystalická látka. Chlorid rubidný i ostatní rubidné halogenidy mají silný sklon k tvorbě polyhalogenidů. Chlorid rubidný se vyrábí reakcí kyseliny chlorovodíkové s uhličitanem rubidným nebo hydroxidem rubidným. Ostatní halogenidy až na jodid rubidný, který se někdy využívá někdy v lékařství místo více škodlivého jodidu draselného, nemají praktické využití.
- Dusičnan rubidný RbNO3 je bílá krystalická látka, která se svými vlastnostmi velmi podobá dusičnanu draselnému. Vyrábí se reakcí kyseliny dusičné s hydroxidem nebo uhličitanem rubidným.
- Uhličitan rubidný Rb2CO3 je bílá krystalická, silně hygroskopická, látka. Snadno se rozpouští ve vodě, ale ne v ethanolu. Nejlépe se připravuje reakcí síranu rubidného s hydroxidem barnatým a následným odpařením s uhličitanem amonným. Dá se také připravit reakcí hydroxidu rubidného se vzdušným oxidem uhličitým.
- Síran rubidný Rb2SO4 je bílá krystalická látka, která se svými vlastnostmi podobá síranu draselnému. Velmi snadno tvoří podvojné sloučeniny, popřípadě smíšené soli. Připravuje se reakcí uhličitanu rubidného nebo hydroxidu rubidného s kyselinou sírovou.

### Organické sloučeniny
Mezi organické sloučeniny rubidia patří zejména rubidné soli organických kyselin a rubidné alkoholáty. K dalším rubidným sloučeninám patří organické komplexy rubidných sloučenin tzv. crowny a kryptandy. Zcela zvláštní skupinu organických rubidných sloučenin tvoří organokovové sloučeniny.